# Robič
Pour les articles homonymes, voir Robic.
Robič est un village de Slovénie situé au pied du mont Matajur sur la rive gauche de la rivière Natisone (Nadiža) et qui fait partie de la commune de Kobarid dans la région Littoral slovène.

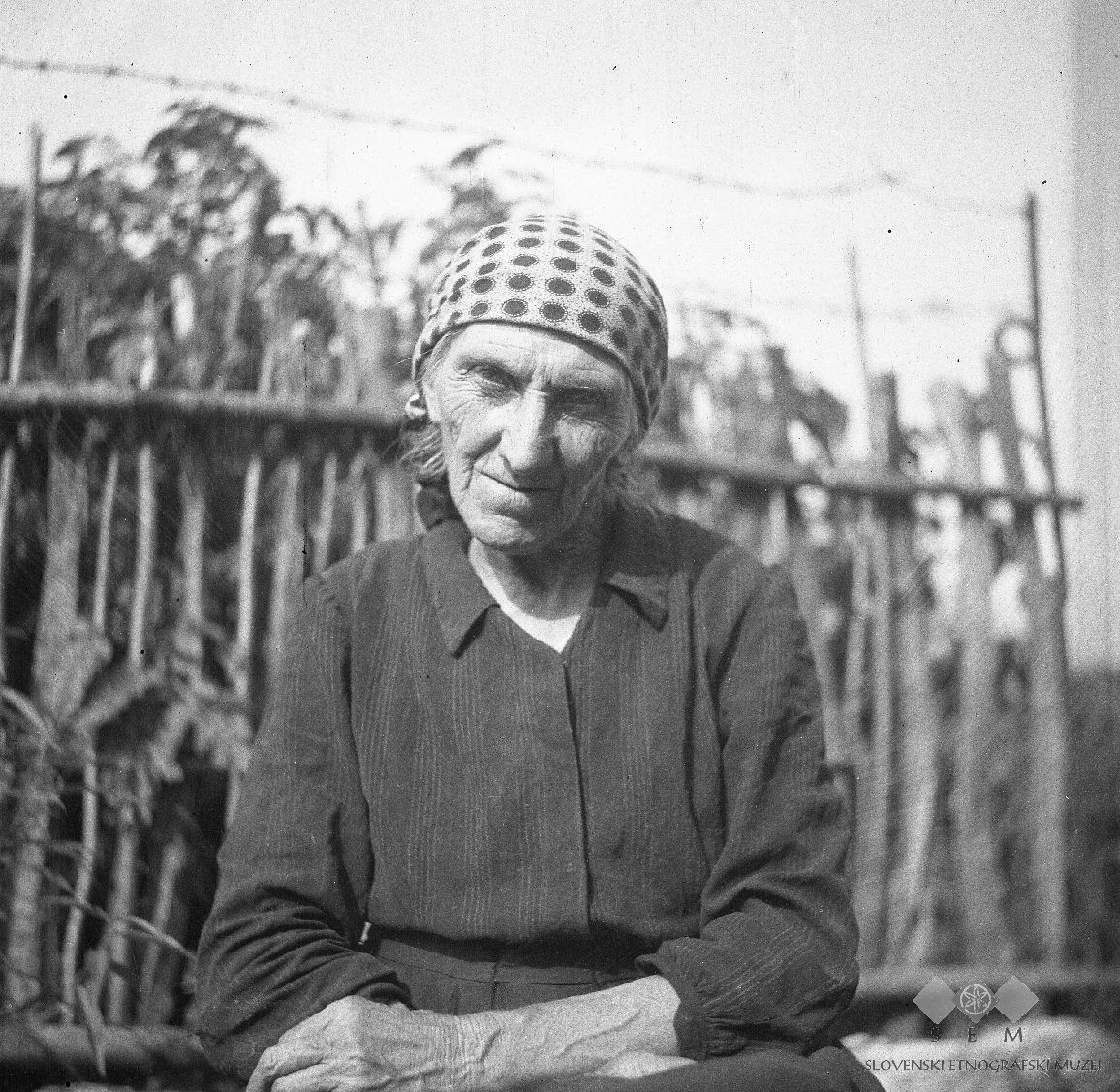
Habitante de Robič, 1951. Photo de Milko Matičetov